# Michel Ruhl
Michel Ruhl (* 2. Februar 1934; † 15. Januar 2022 in Guérande, Loire-Atlantique) war ein französischer Schauspieler.

## Leben
Der 1934 geborene Ruhl gab sein Bühnendebüt 1959 in Eines langen Tages Reise in die Nacht am Pariser Théâtre Hébertot. Sein Filmdebüt gab er 1963 in der Hauptrolle von André Michels Ton ombre est la mienne als Partner von Jill Hayworth. Es folgten der Schurke Rudolf Wedermeyer in der Eddie-Constantine-Komödie Nick Carter - Zum Frühstück Blondinen (1965) und 1966 erneut eine Hauptrolle in Claude Autant-Laras Spätwerk Une femme en blanc se révolte. Dem deutschen Publikum wird er mit Ein Sommernachtstraum bekannt, in dem er neben Claude Jade und Christine Delaroche den Lysander spielt. Seit Beginn der 1970er Jahre im Kino ausschließlich in kleineren Nebenrollen besetzt (Police Python 357, Ein Hauch von Zärtlichkeit, Die Bedrohung, Der Fall Serrano, Die Verweigerung), verlegte sich Ruhl mehr auf das Theater und das Fernsehen. 1994 gab ihm André Téchiné eine größere Nebenrolle in Wilde Herzen.
Michel Ruhl arbeitet außerdem als Synchronsprecher. Er ist u. a. die französische Stimme von James Cromwell.

## Filmografie (Auswahl)
- 1969: Ein Sommernachtstraum (Le songe d'une nuit d'été)
- 1970, 1973: Au théâtre ce soir (Fernsehreihe, 2 Folgen)
- 1974: Die großen Detektive (Les grands détectives, Fernsehserie, 1 Folge)
- 1976: Das Spielzeug (Le jouet)
- 1976: Ein Hauch von Zärtlichkeit (Si c’était à refaire)
- 1976: Police Python 357
- 1977: Der Fall Serrano (Mort d’un pourri)
- 1977: Lohn der Giganten (La menace)
- 1977: Wie es Gott gefällt (Au plaisir de Dieu, Fernsehsechsteiler)
- 1979: Der Graf von Monte Christo (Le comte de Monte-Cristo, Fernsehsechsteiler)
- 1980: Achtung Zoll! (Fernsehserie, 1 Folge)
- 1980: Die Verweigerung (La provinciale)
- 1985: Blick in den Spiegel (Le regard dans le miroir, Fernsehmehrteiler)
- 1990: La Passion de Bernadette
- 1994: Wilde Herzen (Les Roseaux sauvages)
- 2009: Coco Chanel & Igor Stravinsky
- 2010: Un Village Français – Überleben unter deutscher Besatzung (Un Village Français, Fernsehserie, 1 Folge)
- 2013: Profiling Paris (Profilage, Fernsehserie, 1 Folge)